# جون سي. تشامبيون
جون سي. تشامبيون (بالإنجليزية: John C. Champion)‏ (13 أكتوبر 1923، دنفر في الولايات المتحدة - 3 أكتوبر 1994 في الولايات المتحدة)؛ كاتب سيناريو، منتج أفلام وروائي أمريكي.

## روابط خارجية
- جون سي. تشامبيون على موقع IMDb (الإنجليزية)
- جون سي. تشامبيون على موقع ألو سيني (الفرنسية)
- جون سي. تشامبيون على موقع أول موفي (الإنجليزية)
- جون سي. تشامبيون على موقع قاعدة بيانات الأفلام السويدية (السويدية)
- جون سي. تشامبيون على موقع قاعدة بيانات الفيلم (الإنجليزية)
- جون سي. تشامبيون على موقع كينوبويسك (الروسية)